# Distretto di Ayaví
Il distretto di Ayaví è uno dei sedici distretti della provincia di Huaytará, in Perù. Si trova nella regione di Huancavelica e si estende su una superficie di 201.26 chilometri quadrati.